# Metal Gear (Computerspiel)
Metal Gear ist ein Videospiel, das 1987 unter Leitung von Hideo Kojima für MSX2 produziert wurde. Es ist das erste Spiel der Metal-Gear-Reihe, dem noch weitere Spiele folgten. Das Spiel wurde leicht abgewandelt auch für das Nintendo Entertainment System veröffentlicht.

## Handlung
Die Spezialeinheit FOXHOUND sendet den Agenten Solid Snake zum Militärstützpunkt Outer Heaven, um die Aktivierung der Nuklearwaffe Metal Gear zu verhindern. Gegen Ende des Spiels findet Snake heraus, dass sein Auftraggeber Big Boss der eigentliche Kopf hinter dem Metal Gear-Projekt ist.

## Spielprinzip
Snake muss seinen Weg durch Outer Heaven finden, wobei er drei Gebäude durchqueren muss. Das Spiel wird in der Vogelperspektive dargestellt; die Figuren sind jedoch seitlich zu sehen. In den meisten Abschnitten sind Soldaten, die sich entweder bewegen oder am Standort bleiben, dabei jedoch ihre Blickrichtung wechseln. Snake muss sich an ihnen vorbeischleichen, ohne gesehen zu werden. Er kann sie aber auch von hinten attackieren und ausschalten. Dabei hinterlassen manche Soldaten nützliche Gegenstände, wie Rationen, die Snakes Gesundheit auffüllen oder Munition, die er für die Waffen verwenden kann, die er sich auf dem Stützpunkt aneignen kann. Erblickt ein Soldat ihn, erscheint ein Rufzeichen über dessen Kopf und sofort stürmen die Soldaten aus dem Abschnitt auf ihn zu und der Alarm endet erst, wenn Snake alle Soldaten, die auf ihn zustürmen, besiegt hat. Dafür kann er sie mit seinen Fäusten schlagen oder eine Waffe benutzen. Hat er jedoch noch keinen Schalldämpfer dafür gefunden, kann der Schusslärm weitere Wachen alarmieren. Im Gegensatz zu späteren Spielen endet der Alarm meist nicht, wenn Snake den Abschnitt verlässt oder sich außerhalb der feindlichen Blicke begibt, außer er flüchtet in einen Aufzug, wo auch gespeichert werden kann. Mit dem Aufzug kann Snake in jedem Gebäude eine Etage wechseln. Während in Gebäude 1 und Gebäude 3 der Aufzug sowohl nach oben als auch nach unten gewechselt werden kann, ist in Gebäude 2 nur eine Richtung von den meisten Aufzügen möglich. In vielen Räumen sind auch Kameras angebracht, die Alarm geben, wenn sie Snake registrieren.
Informationen erhält Snake von Big Boss und anderen Personen über sein Funkgerät. Dabei ist jeder Person eine bestimmte Frequenz zugeteilt. Läutet das Funkgerät in einem Abschnitt, sollte Snake den Anruf entgegennehmen, da er eine nützliche Information erhält.

## Rezeption
Die labyrinthartigen Level seien nicht gerade originell oder einfallsreich, die Grafik sei mittelmäßig. Es werde auf bekannte Spielmuster zurückgegriffen. Der Continue-Mode sei sehr hilfreich, da das Spiel nicht in einer Sitzung durchspielbar sei. Der Preis sei ungerechtfertigt hoch. Das Spiel animiere dazu, sich eine taktische Vorgehensweise zu überlegen. Praktisch werde es jedoch schnell monoton. Dass Gegner beim Bildschirmwechsel wiederbelebt werden, sei störend.